# Corvus enca
El cuervo picofino (Corvus enca) es una especie de ave paseriforme de la familia Corvidae. En las poblaciones orientales de su distribución es llamado cuervo violáceo, y a veces es separado como Corvus violaceus.
Es originario de Brunéi, Indonesia, Malasia y las Filipinas. Su hábitat natural son los bosques tropicales de tierras bajas y los manglares.